# Stazione di St Stephen's Green
La stazione di St Stephen's Green sarà una stazione ferroviaria che fornirà servizio a Dublino, contea di Dublino, Irlanda. Verrà aperta nel 2015 e la linea che vi passerà sarà la linea 2 della Dublin Area Rapid Transit. Sarà una stazione facente parte del progetto DART Underground e metropolitana di Dublino. Le stazioni della ferrovia e della metropolitana saranno collegata ad quella della Luas già esistente.

## Servizi

### Luas
Al momento c'è solo la stazione della Luas, come capolinea settentrionale della Green Line (Luas), collocata sul lato occidentale del parco di St Stephen's Green. Questa fermata è la più vicina in assoluto, della Green Line, alla Red Line. Sono in corso i lavori, che dovrebbero terminare nel 2012, per estendere la linea verde in modo che si congiunga direttamente alla rossa. Il punto di congiungimento sarà l'incrocio tra O'Connell Street e Abbey Street.

### Metropolitana
La fermata della metropolitana si troverà lungo la linea che collegherà il parco a Belinstown. Il progetto prevede anche la realizzazione di un ampio tunnel sotterraneo che consenta di accedere alla stazione anche dal lato opposto del parco rispetto ad essa. I lavori dovrebbero concludersi nel 2013.

### DART
Il progetto del DART Underground prevede anche la realizzazione di una stazione sotterranea per la DART nel lato settentrionale del parco. Il lavoro sarebbe anche importante a livello strategico perché unirebbe in un punto unico ferrovia, tram e metropolitana. La stazione dovrebbe venire aperta nel 2015.